# Brief aan Diognetus
De brief van Mathetes aan Diognetus is een vroeg-christelijk geschrift dat gerekend wordt tot de zogenaamde apostolische vaders - personen die nog in contact zouden hebben gestaan met de apostelen. De brief is in het koinè-Grieks geschreven, de omgangstaal in die dagen. De brief wordt gedateerd tussen 150 en 200 n. Chr..

## Auteur en geadresseerde
Mathetes is geen naam, maar is Grieks voor "leerling" of "discipel". De auteur presenteert zich dus als een leerling van Jezus Christus, een christen en volgens hoofdstuk 11 als persoonlijke leerling van de apostelen. De brief aan Diognetus neemt een bijzondere plaats in binnen de apostolische vaders omdat hij niet gericht is aan mede-gelovigen, maar aan een heiden/niet-gelovige. Wie Diognetus is, is onduidelijk. Er is wel verondersteld dat de brief gericht is aan de leraar van keizer Marcus Aurelius (161-180), maar hiervoor bestaat geen bewijs. Het is echter aannemelijk dat de brief is gericht aan de Romeinse overheid waarvan "Diognetus" dan een vertegenwoordiger zou zijn.

## Inhoud
De brief is apologetisch van karakter. De schrijver doet zijn best met de redelijke argumenten aan te tonen dat het heidendom met zijn velerlei goden volstrekt irrationeel is (cap. 2). Hoewel het christendom voortkomt uit het jodendom, is de schrijver misprijzend over de joodse gewoonten en godsdiensten (cap. 3 en 4). In hoofdstuk 5 omschrijft hij de levensstijl van de christenen: het zijn vrome, gezagsgetrouwe burgers die goeddeels geïntegreerd zijn in de steden van het rijk (5,4), ze onthouden zich echter alleen van bepaalde praktijken (heidense feesten en het bezoeken van bepaalde plaatsen [tempels en heiligdommen van de afgoden]). Wel benadrukt de auteur dat ondanks christenen loyale burgers van het Romeinse Rijk zijn, zij toch vreemdelingen op aarde zijn ("Elk vreemd land is hun vaderland en elk land is hun vreemd.")

## Bron
- De citaten uit de Brief aan Diognetus zijn afkomstig uit: Dr. A.F.J. Klijn: Boeken bij de Bijbel: Apostolische Vaders 3 - Barnabas; Papias; Brief aan Diognetus; Quadratus, Bosch & Keuning, Baarn 1967, pp. 99-115